# Event Horizon Telescope

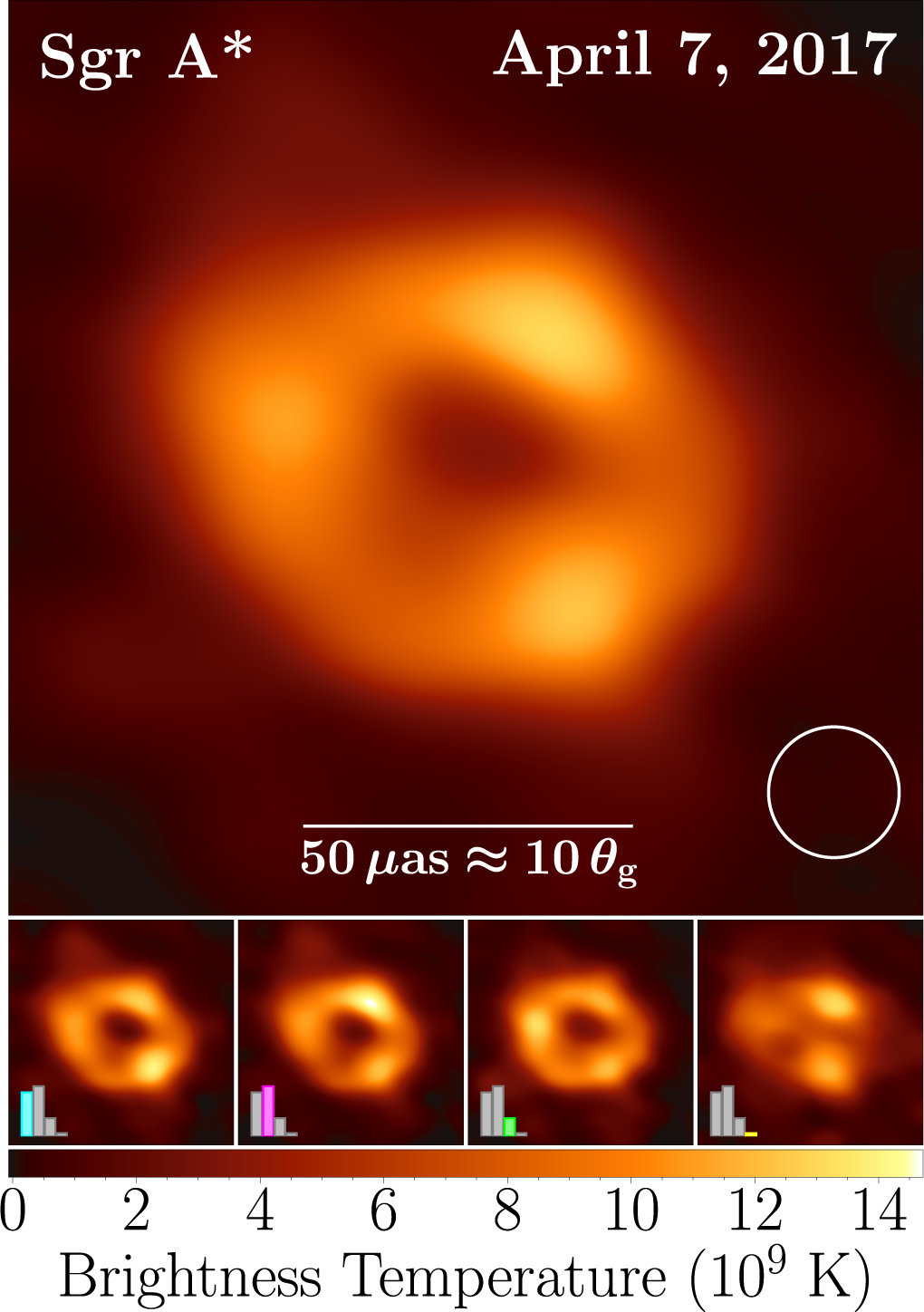
Bild av det svarta hålet i Vintergatans centrum, publicerad av Event Horizon Telescope 12 maj 2022.

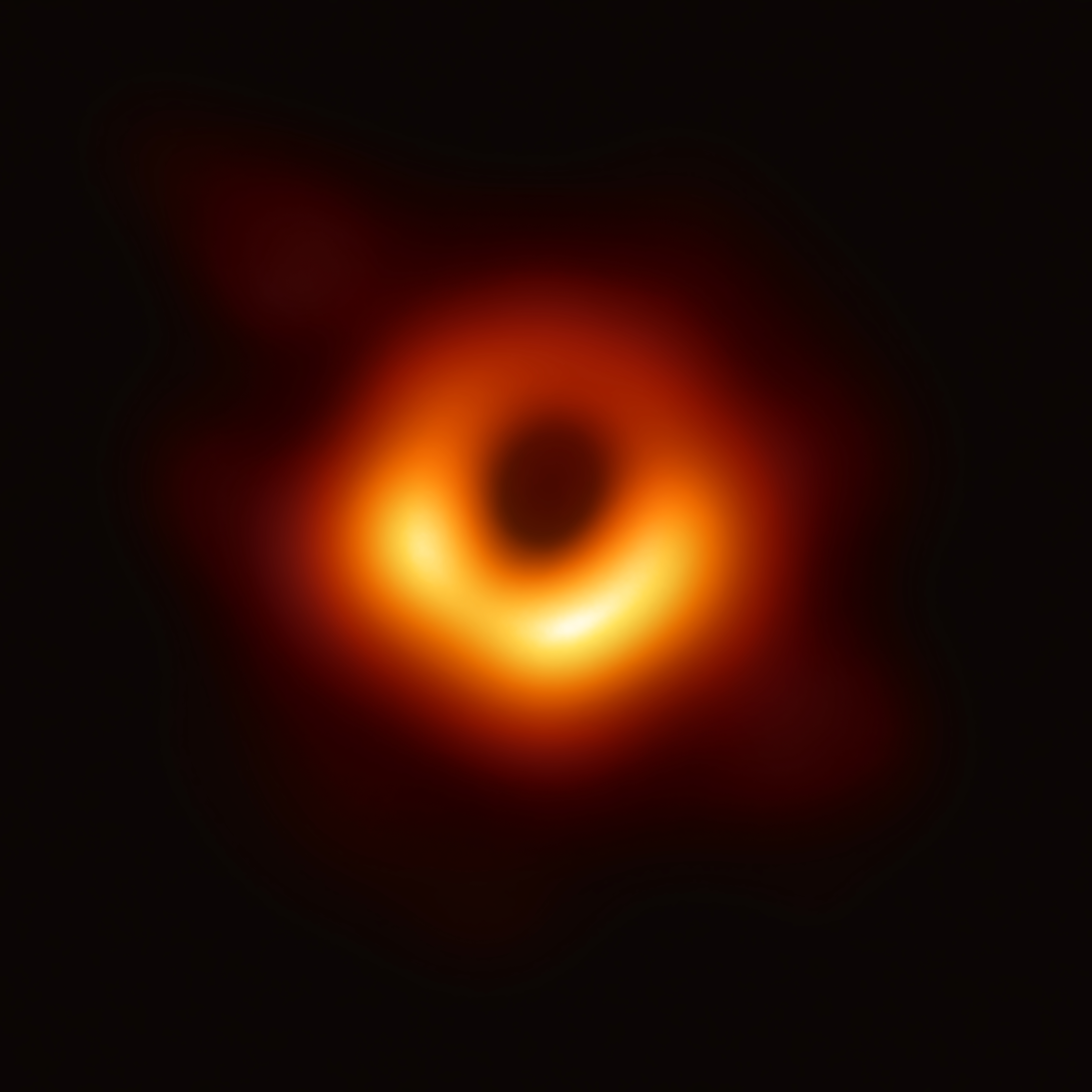
Bild av det svarta hålet i centrum av Messier 87, publicerad av EHT 10 april 2019.

Event Horizon Telescope (EHT) är ett globalt nätverk av radioteleskop som kombinerar data från flera stationer runt jorden med hjälp av långbasinterferometri. Syftet är att observera den omedelbara omgivningen av några av de närmast liggande supermassiva svarta hålen. De primära målen för projektet är Sagittarius A* (Sgr A*), ett supermassivt svart hål i Vintergatans medelpunkt, och det större svarta hålet M87* i Messier 87. Dessa är möjliga att observera med en vinkelupplösning jämförbar med de svarta hålens händelsehorisont. Sagittarius A* har en massa som bara är en tusendel av massan hos M87* och därmed en händelsehorisont vars Schwarzschildradie också är tusen gånger mindre. Skillnaden i avstånd gör dock att ungefär samma vinkelupplösning behövs för att avbilda båda objekten.
Radioteleskopen i Event Horizon Telescope inkluderar Submillimeter Telescope (SMT) i Arizona, USA; APEX i Chile; 30-metersteleskopet vid IRAM, Pico Veleta, Spanien; NOEMA, Frankrike; James Clerk Maxwell Telescope, Hawaii; Large Millimeter Telescope, Mexiko; Submillimeter Array, Hawaii; ALMA, Chile; och South Pole Telescope, Antarktis.
Den 10 april 2019 publicerade samarbetet en bild av det supertunga svarta hålet i galaxen Messier 87. Den första bilden av Sagittarius A* publicerades den 12 maj 2022.
Projektets 347 medlemmar delade på 2019 års Breakthrough Prize för fundamental fysik.